# Треместијери-Педара
Треместијери-Педара је насеље у Италији у округу Катанија, региону Сицилија.
Према процени из 2011. у насељу је живело 284 становника. Насеље се налази на надморској висини од 456 м.